# Condado de Gilpin
El condado de Gilpin (en inglés: Gilpin County), fundado en 1861, es uno de los 64 condados del estado estadounidense de Colorado. En el año 2000 tenía una población de 4757 habitantes con una densidad poblacional de 12 personas por km². La sede del condado es Central City.

## Geografía
Según la Oficina del Censo, el condado tiene un área total de 389 km² (150,2 mi²), de la cual 388 km² (149,8 mi²) es tierra y 1 km² (0,4 mi²) (0.26%) es agua.

### Condados adyacentes
- Condado de Boulder - norte
- Condado de Jefferson - este
- Condado de Clear Creek - sur
- Condado de Grand - oeste

## Demografía
En el 2000 la renta per cápita promedia del condado era de $51 942, y el ingreso promedio para una familia era de $61 859. En 2000 los hombres tenían un ingreso per cápita de $38 560 versus $30 820 para las mujeres. El ingreso per cápita para el condado era de $26 148. Alrededor del 4,00% de la población estaba bajo el umbral de pobreza nacional.

## Ciudades y pueblos
- Black Hawk
- Central City
- Nevadaville
- Rollinsville
- Russell Gulch